# Ilse von Kamptz

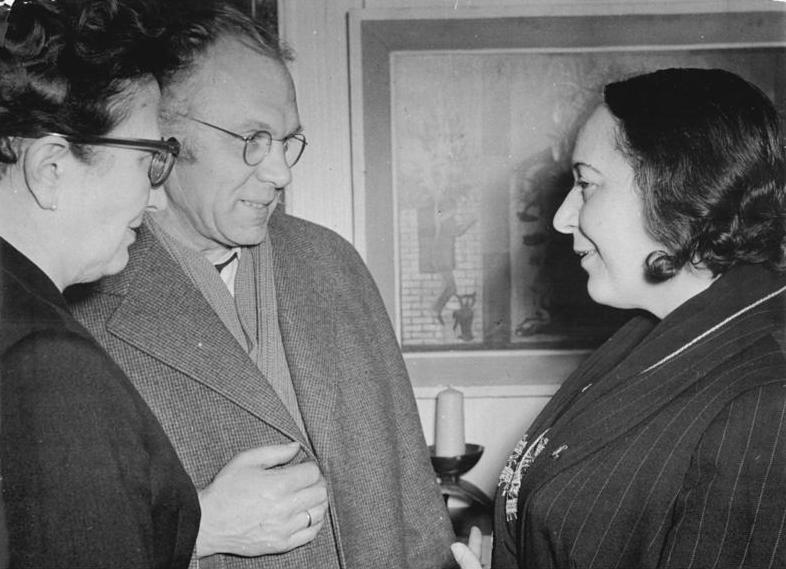
Bei der Eröffnung der 25. Kunstausstellung der Deutschen Bücherstube Der unbekannte Hans Grundig (1959) im Gespräch mit Lea Grundig (r) und Arno Mohr

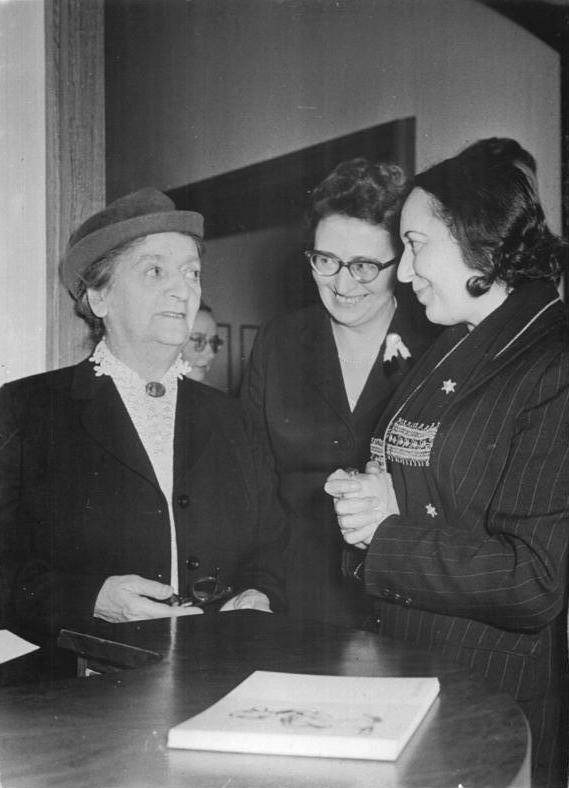
Auguste Lazar, Ilse von Kamptz und Lea Grundig (v. l. n. r.); bei der Eröffnung der Ausstellung Der unbekannte Hans Grundig (1959)

Ilse von Kamptz (* 15. Juni 1909 in Breslau; † 18. März 2000 in Berlin) war eine deutsche Buchhändlerin, Antiquarin und Galeristin.
Von Kamptz gründete 1951 in der Ostberliner Friedrichstraße 113 die „Deutsche Bücherstube“, der im ersten Stock ein Antiquariat angeschlossen war. Zur Eröffnung erhielt sie u. a. Glückwünsche von Jorge Amado und Pablo Neruda. Zu den bekanntesten Besuchern gehörten Anna Seghers und Stephan Hermlin. Später wurde die „Deutsche Bücherstube“ um die „Galerie Deutsche Bücherstube“ erweitert, in der zeitgenössische Künstler ihre Werke präsentierten. Noch in den 1950er Jahren stellte Ilse von Kamptz die „Deutsche Bücherstube“ unter die Trägerschaft des der NDPD gehörenden Verlags der Nation. Gegen eine vom NDPD-Vorstand im Widerspruch zu ihrem gültigen Vertrag genehmigte Übernahme des Antiquariats durch den Naumburger Buchhändler und Antiquar Erwin Kohlmann als Zweigstelle ging sie erfolgreich vor. Unter ihrer Leitung  entwickelte sich die Galerie zu einem Zentrum kultureller Begegnungen. Neben Ausstellungen von zahlreichen Künstlern aus der DDR präsentierte sie auch deutsche Kunst des 20. Jahrhunderts sowie Kunst internationaler Künstler. Mit Greta Kuckhoff korrespondierte sie ab 1961 bis zu deren Tod. Ende 1962 schied sie aus der „Deutschen Bücherstube“ aus.